# Julio Presas
Julio Presas (n. 20 de noviembre de 1950, Buenos Aires, Argentina) es músico, cantante, compositor, autor de la primera opera de Rock en Argentina. Comenzó su carrera profesional en el año 1968, especializándose como técnico en sonido, arreglador y productor artístico en una amplia variedad de estilos musicales.

## Historia
Es uno de los creadores de la primera Ópera de Rock Argentina Ohperra vida de Beto (1972), interpretada por su banda de aquel momento Materia Gris, editada por Emi Odeon.
Ha grabado estudios en Phonalex, Edipo, Panda, Del Cielito Records, El Pie, ION, Circo Beat, New Rivers en Miami (y muchos más) a: Moris, Memphis La Blusera, Vox Dei, Walter y Javier Malosetti, Carlos Cutaia, Alejandro Lerner, Patricia Sosa, Sandro, Gustavo Cerati, Miguel Botafogo, Pappo, Javier Martínez, Juan Carlos Baglietto, Miguel Cantilo, Los Rancheros, Pier, Black Amaya, Rob Dickinson, Daniel Melero, Mono Fontana, Alambre González, Willy Crook, La Torre, Los Robertones, Sartén Asaresi, Color Humano, Celeste Carballo, V8, Carlos "El Negro" García López, Soledad Presas, entre otros destacados.
El autor argentino compuso la música de un documental para el diario La Capital de Rosario con la finalidad de conmemorar su centenario en 1977, cuya melodía fue copiada por Giorgio Moroder, y ganadora de un Premio Oscar por ser la mejor banda sonora original en la Película "El expreso de Medianoche" (1979).  Además, sus obras musicales sonaron en programas de radio y TV.
Su primer disco solista fue Amaneciendo en la cruz del sur en 1978, explorando a través de los instrumentos el rock sinfónico con matices del clásico. La banda estaba integrada por: Julio (guitarra, bajo, percusión y voz), Carlos Cutaia (teclados y sintetizadores), Carlos Riganti (batería y percusión), su hermana Alicia Presas (coros), Mono Fontana (percusión) y Marcelo Vitale (sintetizadores). Al cabo de veinticinco años del nacimiento del material, en el año 2003 se lanzó una nueva edición bajo el sello El Viajero Inmóvil Records.
Julio lideró La Ley (Voz y Guitarra) acompañado por Víctor Gómez (Voz), Gustavo Gregorio (Bajo) y Juan Carlos Almirón (Batería). El álbum fue editado en 1982 por CBS, actualmente Sony Music.
Para iniciar una nueva década, en 1990, Julio Presas y David Lebón consumaron la discografía Nuevas Mañanas en el estudio New Rivers de Miami, Estados Unidos. Incluye temas de autoría compartida y la participación de Pedro Aznar.
Como productor artístico, Presas exhibió su talento en Tierra Bendita (1993) y Ni por todo el oro del mundo (1994) de Los Rancheros, trabajos realizados para Sony Music. En este rubro también fue convocado por músicos del exterior, entre ellos, vale mencionar Rostros Ocultos de México.
En el año 1995 formó El Albergue Warnes con Guillermo Trapani (Teclados), Quique Weimman (Armónica), Rino Rafanelli (Bajo) y Beto Topini (Batería). Ese mismo año concibió a Ferrockina completando su trío con Antonio García López (Bajo) y Topini, dejando huellas en la Historia Musical Argentina con su participación en el Festival de los 30 años del Rock Nacional. Más tarde llegaron Solo por Fe (2004) y Malos Entendidos (2013).
Por su trayectoria autoral, recientemente recibió un premio de la Sociedad Argentina de Autores y Compositores.
En el año 2020, produjo el material de Soledad Presas “Soñábamos". Además encara un nuevo proyecto de Julio Presas Trío, con la sólida base de Daniel Saralegui y Juan Rodríguez.

## Discografía
| Año  | Banda        | Disco                          |
| ---- | ------------ | ------------------------------ |
| 1972 | Materia Gris | Ohperra Vida de Beto           |
| 1978 | Julio Presas | Amaneciendo en la Cruz del Sur |
| 1982 | La Ley       | La Ley                         |
| 1996 | Ferrockina   | Ferrockina                     |
| 2004 | Julio Presas | Solo por fe                    |
| 2013 | Julio Presas | Malos Entendidos               |

## Participaciones
Julio Presas participó en las siguientes Producciones Musicales - dependiendo la obra: en Grabación, Producción Artística, Masterizado, Composición y/o autoría  - para los artistas/bandas que a continuación se mencionan:
| Artista               | Disco                          |
| --------------------- | ------------------------------ |
| Fito Páez             | EY!                            |
| David Lebon           | Nunca te puedo alcanzar        |
| David Lebon           | Nuevas Mañanas                 |
| Miguel Botafogo       | Cambios                        |
| Color Humano          | Color Humano en "The Roxy"     |
| Celeste Carvallo      | Chocolate Inglés               |
| Vox Dei               | Gata de noche                  |
| Patricia Sosa         | Luz de mi vida                 |
| La Torre              | La Torre                       |
| Los Rancheros         | Ni por todo el oro del mundo   |
| Los Rancheros         | Tierra Bendita                 |
| Javier Martínez       | Corrientes                     |
| León Gieco            | Mensajes del Alma              |
| Los Perros            | Perfume y dolor                |
| Los Robertones        | Viviendo al límite             |
| Moris                 | Fiebre de Vivir                |
| Pier                  | Gladiadores del Rock           |
| Pier                  | El Fuego Sagrado               |
| Juan Carlos Baglietto | Acné                           |
| Memphis La Blusera    | Nunca tuve tanto Blues         |
| Rob Dickinson         | Obsession                      |
| Rob Dickinson         | The Raven by Edgar Allan Poe   |
| Rob Dickinson         | Sonnets by William Shakespeare |
| Rob Dickinson         | Se viene el mono               |
| Rob Dickinson         | Shakespeare Sonnets            |
| Leo Ferradas          | Velas, Globos y Caramelos      |
| NO Varios Artistas    | NO                             |
| Los Romeos            | Los Romeos                     |
| Curly                 | Buscando al DR. Howard         |
| Don Alfonso           | Oddysees                       |
| Miguel Cantilo        | Punch                          |
| Raúl Porcheto         | Boomerang                      |
| Soledad Presas        | Soñábamos                      |